# Vilches
Vilches er en by og kommune i det sydlige Spanien i provinsen Jaén. Den har et indbyggertal på 4.190 (2024) indbyggere.